# 昭和コンクリート工業
昭和コンクリート工業株式会社（しょうわコンクリートこうぎょう、英：SHOWA CONCRETE INDUSTRY CO.,LTD.）は、日本の土木建築分野の総合メーカーである。
橋梁の設計・施工およびコンクリート二次製品を主とする。

## 沿革
出典：
- 1954年7月 - 昭和コンクリート工業所創業
- 1956年2月 - 昭和コンクリート工業株式会社設立
- 1986年2月 - 設立30周年記念式典挙行
- 1999年4月 - ISO9001を取得
- 1999年11月 - 本社ビル完成
- 2012年3月 - ISO14001を取得
- 2016年11月 - 設立60周年記念式典を開催
- 2017年5月 - 株式会社昭和ファーム設立
- 2018年3月 - 株式会社亀田屋酒造店 M&Aにて取得
- 2018年7月 - Showa Concrete Vietnam Co.,Ltd. 設立

## 営業・製造拠点
出典：
- 本社 - 〒500-8703 岐阜市香蘭1-1
- 東北支店 - 〒980-0802 仙台市青葉区二日町2-15（二日町鹿島ビル8F）
- 東京支店 - 〒103-0027 東京都中央区日本橋1-1-5（OP日本橋ビル9F）
- 中部支店 - 〒450-0002 名古屋市中村区名駅3-26-19（名駅永田ビル3F）
- 大阪支店 - 〒532-0011 大阪市淀川区西中島4-11-27（花原第2ビル2F）
- 九州支店 - 〒812-0016 福岡市博多区博多駅南4-2-10（南近代ビル9F）
- 建築東京支店 - 〒103-0027 東京都中央区日本橋1-1-5（OP日本橋ビル9F）

## グループ企業
出典：
- 昭和産業株式会社 - 長野県を中心に、コンクリート関連事業等を展開する
- 昭和運輸株式会社 - 昭和グループの一般貨物運送事業を展開する
- 昭和商事株式会社 - 貿易・旅行・営業の各種事業を展開する
- 昭和造園土木株式会社 - 植栽・外構・環境保全の工事における設計・施工・コンサルティング事業を展開する